# Lysiteles corrugus
Lysiteles corrugus es una especie de araña cangrejo del género Lysiteles, familia Thomisidae, orden Araneae.

## Distribución
Esta especie se encuentra en China.

## Taxonomía
Fue descrita científicamente por Tang, Yin, Peng, Ubick & Griswold en 2008.
Tratamiento taxonómico
La especie aparece registrada y publicada en The crab spiders of the genus Lysiteles from Yunnan Province, China (Araneae: Thomisidae). Zootaxa 1742: 1–41.